# Ali della notte
Ali della notte (Nightwings) è un romanzo breve di fantascienza dello scrittore statunitense Robert Silverberg vincitore del Premio Hugo nel 1969 e candidato al Premio Nebula nel 1968.

## Storia editoriale
Ali della notte è il primo di una trilogia di romanzi brevi, di cui i successivi sono stati Perris Way (1968) e La strada per Jorslem (To Jorslem, 1969) i quali furono in seguito riuniti in un unico romanzo lungo diviso in tre sezioni, intitolato a sua volta Ali della notte. Secondo lo stesso Silverberg i cambiamenti necessari per trarre un romanzo dalle tre storie furono relativamente limitati.
Il romanzo ha vinto il Premio Hugo per il miglior romanzo breve nel 1969 ed è stato candidato al Premio Nebula per il migliore romanzo breve nel 1968, vincendo nel 1976 il premio Apollo per le migliori opere tradotte in lingua francese.

## Trama
In un futuro decadente l'umanità è divisa in caste, ciascuna con un compito specifico da svolgere.
I membri di alcune caste sembrano aver subito l'ingegneria genetica, per esempio alcuni hanno la capacità di volare mentre altri usano le loro capacità mentali per guardare stelle lontane e per avvisare i terrestri di eventuali invasioni da parte di alieni.
Il protagonista del romanzo è una Vedetta, la cui missione è di guardare il cielo con alcune attrezzature sofisticate e di informare la casta dei Difensori in caso di un'invasione aliena.
Insieme ad una giovane ragazza della casta degli Alati e ad un mutante (che non appartiene a nessuna casta), visita la vecchia città di Roum (città che nel lontano passato era conosciuta come Roma), e qui si intrecciano gli eventi che preludono alla successiva invasione aliena.
A parte Roum, solo due altre grandi città sono menzionate nel racconto "Ali della notte", Jorslem (Gerusalemme) e Perris (Parigi); mentre nel romanzo omonimo ne sono citate altre tra cui Stambool (Istanbul), Marsay (Marsiglia), Donsk (Danzica), Nayrub (Nairobi) e Palerm (Palermo). La grandezza di tutte queste città, tuttavia, è relativa, in quanto si scopre che queste città hanno, all'epoca in cui è ambientato il racconto, solo poche migliaia di abitanti.

## Opere derivate
Nel 1985 Ali della notte fu adattato come romanzo grafico da Cary Bates e Gene Colan.